# Državna cesta D210
D210 je državna cesta u Hrvatskoj. 
Cesta prolazi kroz Podravinu, kroz naselja Gola, Ždala, Repaš, Molve i Virje, gdje se spaja s državnom cestom D2.
Ukupna duljina iznosi 24,3 km.

## Vanjske poveznice
|  | Zajednički poslužitelj ima još gradiva o temi Državna cesta D210 |